# Peter Zinner
Pour les articles homonymes, voir Zinner.
Peter Zinner, né le 24 juillet 1919 à Vienne en Autriche et mort le 13 novembre 2007  à Santa Monica, en Californie, est un cinéaste américain d'origine autrichienne qui a travaillé comme monteur, monteur sonore et producteur.

## Filmographie

### Comme monteur
- 1969 : La Tente rouge de Mikhaïl Kalatozov
- 1970 : Darling Lili de Blake Edwards
- 1972 : Le Parrain de Francis Ford Coppola
- 1974 : Le Parrain 2 de Francis Ford Coppola
- 1976 : Une étoile est née de Frank Pierson
- 1978 : Voyage au bout de l'enfer de Michael Cimino
- 1980 : Mister gaffes de Richard T. Heffron
- 1981 : Officier et Gentleman de Taylor Hackford

### Autres fonctions
comme producteur
- 2001 : Conspiration de Frank Pierson (téléfilm)

comme réalisateur
- 1981 : La Salamandre

comme acteur
- 1990 : À la poursuite d'Octobre rouge de John McTiernan :  Amiral Yuri Ilyich Padorin, Commissaire politique en chef de la Marine soviétique

## Distinctions

### Récompenses
- Oscars 1979 : Oscar du meilleur monteur pour Voyage au bout de l'enfer

### Nominations
- Oscars 1973 : Oscar du meilleur monteur (avec William Reynolds) pour Le Parrain
- Oscars 1983 : Oscar du meilleur monteur pour An Officer and a Gentleman